# الكسندر بويد بيرد
الكسندر بويد بيرد (بالإنجليزية: Alexander Boyd Baird)‏ هو سياسي كندي، ولد في 31 أغسطس 1891 في سانت جونز في كندا، وتوفي في 23 نوفمبر 1967. حزبياً، نشط في الحزب الليبرالي الكندي. وقد انتخب عضو مجلس الشيوخ الكندي.